# Gaietà Renom
Gaietà Renom i Garcia (Barcelona, 3 de octubre de 1913-ibidem, 30 de noviembre de 1997) fue un tenor lírico español.
Empezó la carrera formando parte de la escolanía de San Felipe Neri de Gracia y después entró en el coro de tenores del Orfeón Catalán, donde cantó durante más de 50 años, 25 de los cuales como tenor solista de esta formación. El tenor formó parte también del Quartet Vocal Orpheus. Tenía una voz fácil y una excelente dicción que lo llevaron a interpretar, bajo la batuta del maestro Lluís Maria Millet, muchos de los grandes oratorios, misas y conciertos de clásicos europeos, traducidos al catalán. Grabó más de 200 canciones y sardanas de compositores y poetas catalanes. Grabó con su nombre castellanizado como Cayetano Renombre— dos EP en 1964 y 1966, con canciones diversas como El emigrante, Romance de Santa Llúcia o Abril, y otro, también en 1964, con cuatro temas de Apeles Mestres.

## Biografía
Gaietà Renom y Garcia nació el 3 de octubre de 1913 en la Ciudad Vieja de Barcelona. Bien pronto, no obstante, la familia se trasladó a Gracia, donde Renom estudió en el colegio de La Salle y donde pasó toda la infancia y juventud. Estudió comercio y más tarde empezó a trabajar de administrativo en el Matadero Municipal de Barcelona.
Al comenzar la guerra civil fue encarcelado en el Castillo de Montjuic por el fuerte compromiso que había tenido con la Federación de Jóvenes Cristianos de Cataluña. Republicano y catalanista, se salvó del fusilamiento porque el hijo de un vecino del barrio era comisario de la prisión y pidió la absolución: “Cuando supo que don Tano estaba en la prisión quedó paralizado. ¿Cómo podía ser que hubieran encarcelado a don Tano que era tan catalanista?”. Posteriormente, fue movilizado para ir al frente, a pesar de que nunca entró en combate. Acabada la guerra, fue encarcelado por las tropas franquistas y trasladado a un campo de concentración en Francia y después a otro en Guipúzcoa. Después, tuvo que hacer el servicio militar, del cual se había salvado antes, en Vitoria.
Finalmente pudo volver a Barcelona y se casó en 1940 con Carme Vallbona, amiga del barrio de toda la vida y con quien festejaba desde el año 36. El matrimonio tuvo dos hijas: Maria Carme y Maria Glòria.
A pesar de que su vida profesional musical le aportó muchos éxitos y lo hizo conocido en todo el estado, nunca dejó su puesto de funcionario del Ayuntamiento de Barcelona y siempre compaginó estos dos trabajos. En la posguerra —y en tiempo de precariedad laboral, sobre todo en campos como las artes y la cultura— la situación no permitía llevar a casa un sueldo estable.
Siempre cantó en lengua catalana y, por esta tarea de difusión de la cultura catalana, fue condecorado por el Ayuntamiento de Barcelona y la Generalidad de Cataluña.

## Vida profesional
Renom inició la trayectoria musical cuando ingresó a la escolanía de la parroquia de San Felipe Neri. Cuando cumplió los 16 años entró a la sección infantil del Orfeón Catalán, cosa que le permitió estudiar música y solfeo. A pesar de esto, siempre trabajó de forma autodidacta, puesto que los únicos estudios musicales que recibió vinieron de la formación que ofrecía el Orfeón. El año 1932, cuatro años antes de la Guerra Civil, a sus 18 años, entró como cantante en el coro principal del Orfeón Catalán. Formó parte como cantante, y posteriormente como solista, durante más de 50 años.

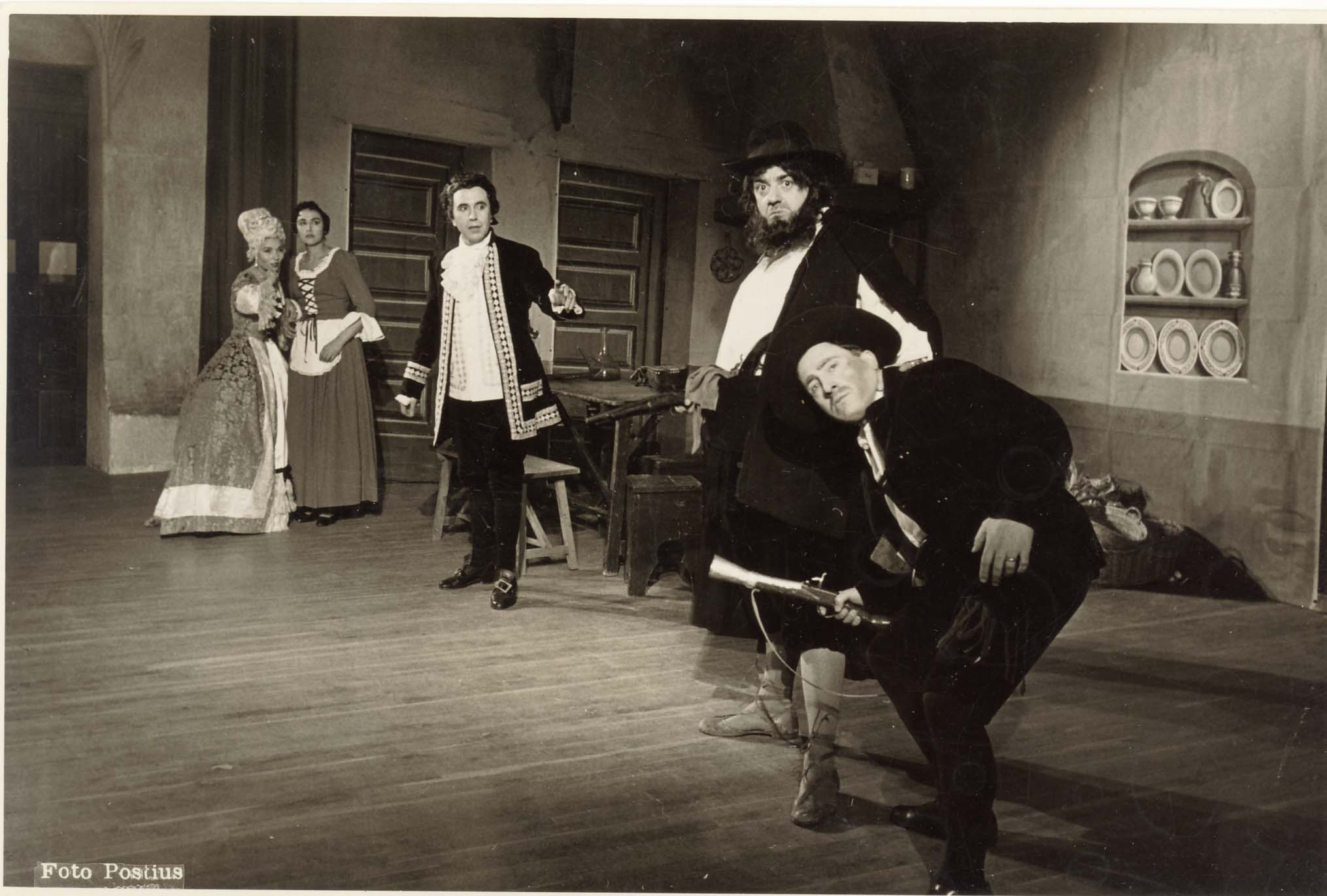
Año 1959. Imagen de la Voltereta de Mayo, de Eduard Toldrà, ópera en que Renom interpretaba el papel de Golferic

Solo dos años más tarde entró a formar parte como tenor primero en el Quartet Vocal Orpheus, de forma paralela a su puesto de cantante del Orfeón. Los miembros del cuarteto eran todos cantantes del Orfeón Gracienc, coro con quién Gaietà Renom colaboraba a menudo. El Quartet Orpheus hacía canto a cappella de todo tipo de repertorio: canción tradicional catalana, sardanas, música culta europea, religiosa y, incluso, jazz. El cuarteto obtuvo un grado de reconocimiento muy elevado en Barcelona, Cataluña y España, hecho que propició que participara en numerosas películas españolas como El difunto es un vivo (1941) o Garbancito de la Mancha (1945). Esta última fue la primera película de dibujos animados española.
En el año 1948 debutó en el Gran Teatro del Liceo asumiendo el papel de Golferic en El giravolt de maig, ópera de Eduard Toldrà. Uno de los mayores éxitos que tuvo en el campo operístico fue la interpretación de la ópera El retablo de Maese Pedro de Manuel de Falla, que le permitió ir de gira por España y otros países extranjeros acompañado de varias orquestas. La ópera fue grabada cuando se interpretó en el Palacio de Chaillot de París.
Unos meses más tarde, también en 1948, fue nombrado solista del Orfeón Catalán, cosa que, con el apoyo del director Lluís Maria Millet y Millet, lo llevó a la cumbre de su carrera musical como tenor:

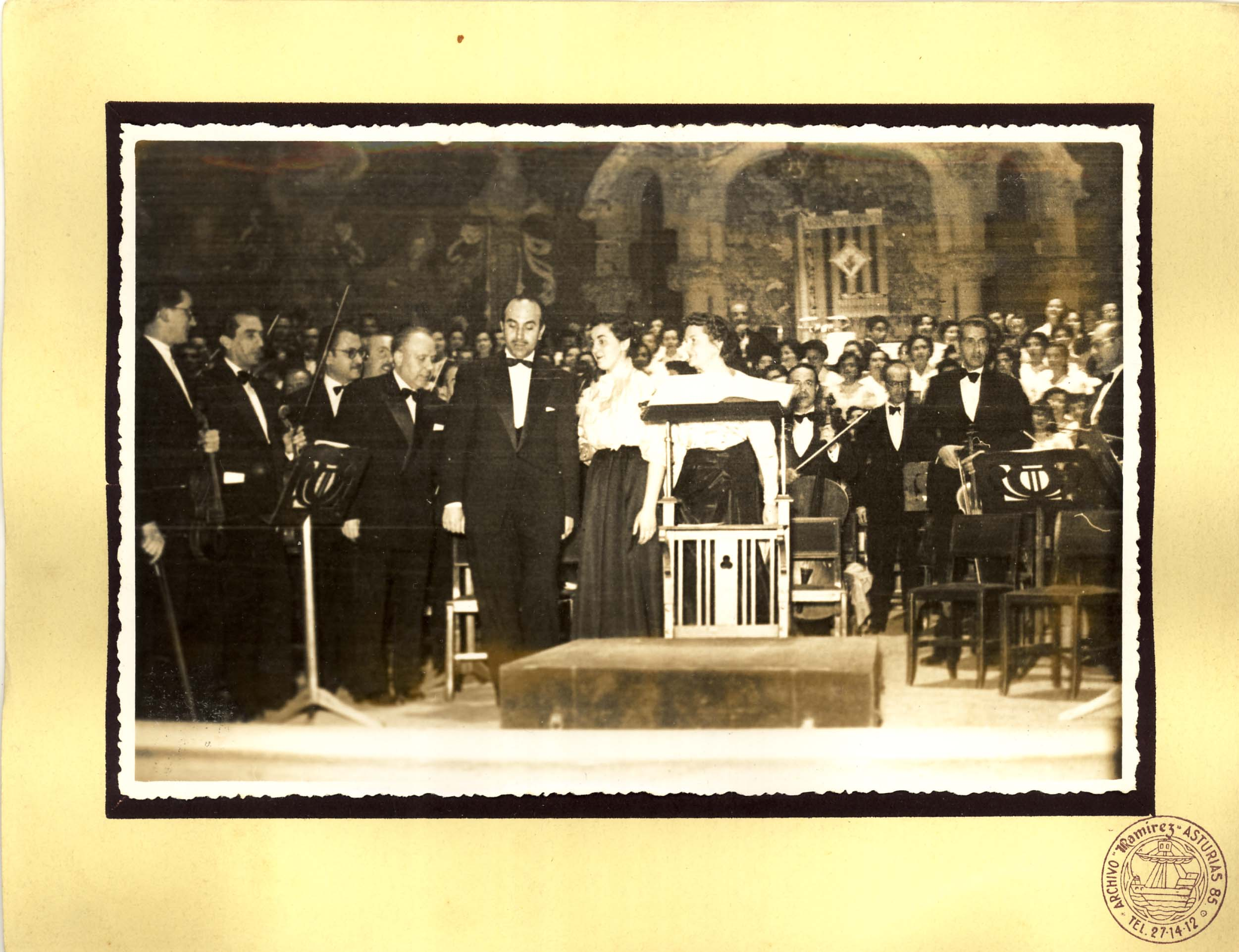
El Mesias de G.F. Händel en el Palau de la Música, interpretado por el Orfeón Catalán. Gaietà Renom fue solista

Destacaron sus actuaciones en grandes producciones como Elias de Mendelssohn, en 1949; la Misa en Si menor de J. S. Bach; obras de F. J. Haydn, como la ópera Lo speziale (Der Apoteker) o el oratorio profano Las Estaciones, entre muchas otras.
Ahora bien, su mayor éxito durante su carrera como tenor solista fue la interpretación del papel de evangelista en la Pasión según Sant Mateo, de J. S. Bach. El febrero del año 1958, con motivo del 50 cumpleaños del Palacio de la Música Catalana, el Orfeón Catalán decidió de interpretar dicha obra. Por voluntad del maestro Lluís Millet, el papel de evangelista fue encomendado a Renom. Desde octubre de 1956, Renom y Millet trabajaron juntos para preparar un papel que supondría el mayor reto y un de los hitos más destacables de la carrera y la vida del cantante. El tenor Ernst Haefliger, reconocido intérprete de Bach, había sido en un principio contratado para cantar el papel. Cuando se le propuso cantar las arias de tenor, se mostró refractario hasta que escuchó la voz de Renom: "Estoy impresionado de haber encontrado un artista como Gaietà Renom. Verdaderamente nunca me habría imaginado de encontrar un artista tan excelente." La interpretación del tenor catalán se recuerda como antológica.
Dejando de lado esta doble dedicación al Quartet Orpheus y al Orfeón Catalán, Renom colaboró muchas veces de forma totalmente desinteresada con otras organizaciones y asociaciones musicales. Destacó como colaborador habitual del Orfeón Gracienc (puesto que era del pueblo donde creció), del Orfeón Leridano o de la Coral Sant Jordi, entre muchos otros.
Fue también un insigne liederista, cantó muchos lieder de Schubert, Schumann, Beethoven o Grieg, con la particularidad de que los cantaba traducidos al catalán. A pesar de esto, fue mucho más reconocido socialmente por sus más de doscientas grabaciones de canciones populares catalanas y de sardanas cantadas.
Todavía con 70 años fue director, y colaborador más tarde, del Orfeón de las Cortes, coro con el que mantenía una estrecha relación desde los inicios de su larga carrera musical.
Muy vinculado a Ripollet, donde pasaba los veranos desde pequeño, fue enterrado en el cementerio de la localidad.

## Premios y reconocimientos
- La Generalidad de Cataluña le otorgó, en 1991, la Cruz de San Jorge. Los motivos del premio quedaron enunciados al Decreto 50/1991:

"(...) Por haberse dedicado a cantar en nuestra lengua en todo el país de manera distinguida y en tiempos adversos. Por su impulso a nuestra música popular con la grabación de numerosos discos"
- Hijo predilecto de la ciudad de Barcelona

- El Ayuntamiento de Barcelona le dedicó unos jardines de interior del barrio de las Cortes, entre las calles de Montnegre y Entenza.

- Insignia de Oro del Orfeón Catalán